# Saluzzo (stad)
De stad Saluzzo is gelegen in de Noord-Italiaanse regio Piëmont, in de provincie Cuneo. In de middeleeuwen was deze stad de hoofdstad van het gelijknamige markizaat. Saluzzo ligt aan de ingang van het dal van de rivier de Po. Het oudste deel van de stad is gebouwd tegen een helling, vanwaar men een weids uitzicht over de Povlakte heeft. Het oude centrum met zijn terracottakleurige daken en vele steegjes behoort tot de meest idyllische van Piëmont.

## Geschiedenis
De stad lag oorspronkelijk in Ligurië en was van 1142 tot 1548 hoofdstad van het markgraafschap Saluzzo. Daarna kwam het bij Frankrijk. Toen het Hertogdom Savoye de stad in 1588 inlijfde, kwam Frankrijk in verzet. Onderhandelingen liepen op niets uit, en op 6 augustus 1600 Viel koning Hendrik IV het buurland binnen. In 1601 werd het conflict beëindigd met het Verdrag van Lyon, dat Saluzzo bij Savoye liet.

## Bezienswaardigheden
De belangrijkste monumenten van Saluzzo zijn: de kathedraal, het Castello en de kerk San Giovanni.

## Foto's

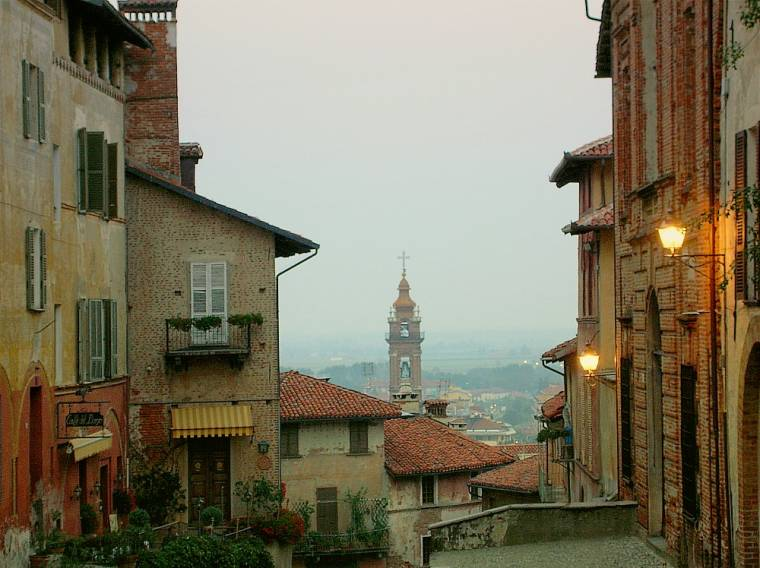
Saluzzo
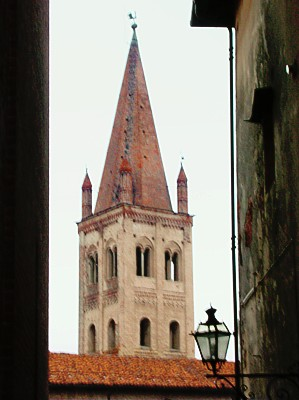
toren van de San Giovannikerk

## Geboren in Saluzzo
- Silvio Pellico (1789-1854), schrijver en dichter
- Corrado Segre (1863-1924), wiskundige
- Carlo Alberto Dalla Chiesa (1920-1982), generaal van de Carabinieri, prefect, maffiabestrijder en weerstander